# Quadrato segnali

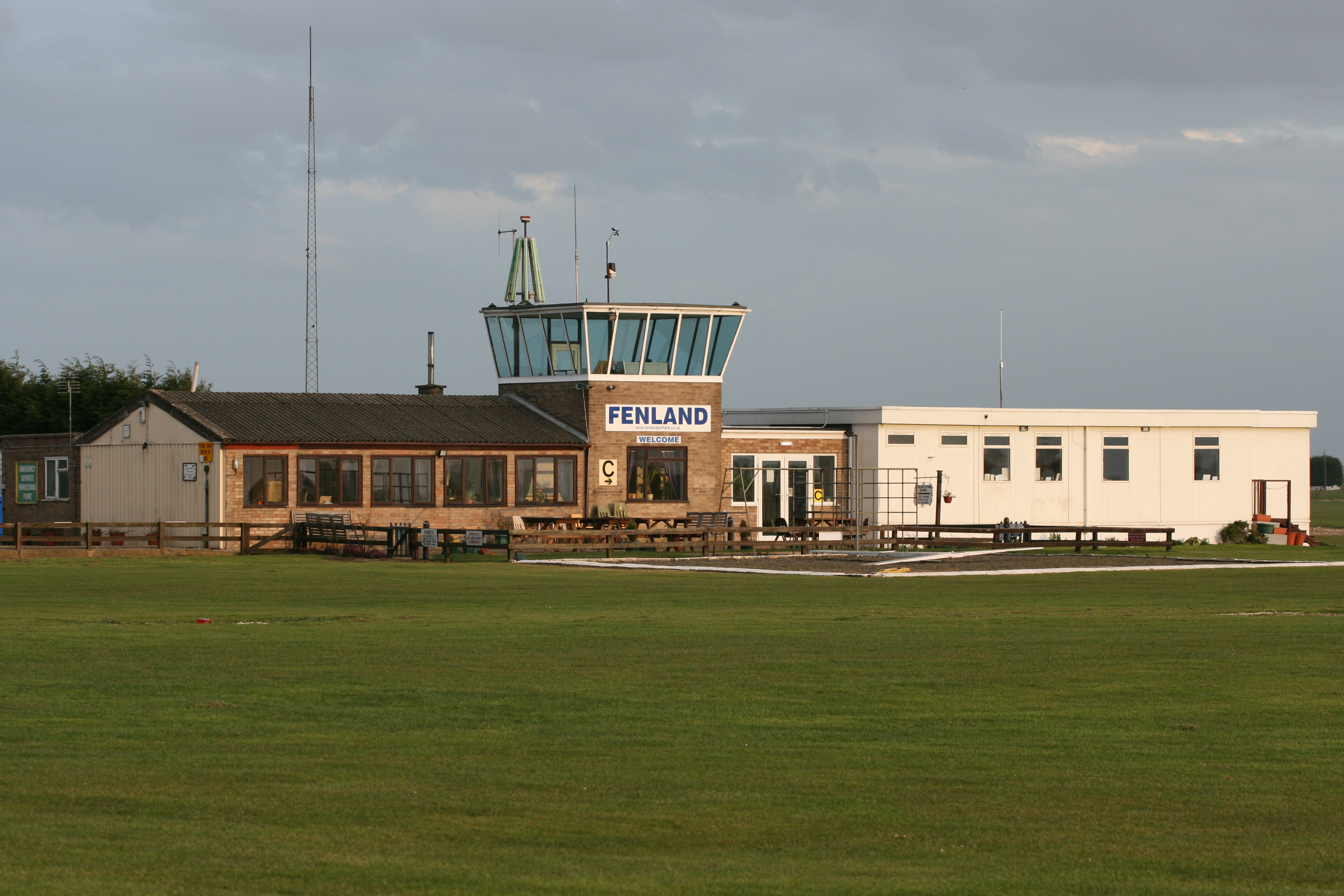
Il quadrato segnali è spesso adiacente alla torre di controllo, come nel caso dell'aeroporto di Fenland

Il quadrato segnali, in inglese signal area o signal square, è un'area all'interno di un aerodromo sulla quale vengono disposti dei segnali per fornire specifiche informazioni agli aeromobili in volo nel circuito di traffico aeroportuale o nelle sue vicinanze.
I segnali rappresentano simbolicamente delle informazioni di particolare utilità e sono adagiati sul terreno del quadrato in modo da essere ben visibili dall'alto.

## Caratteristiche
Il quadrato segnali secondo la normativa internazionale dovrebbe avere le seguenti caratteristiche:
- avere l'area di almeno 9 m2;[3]
- essere di colore contrastante con il colore dei pannelli segnaletici contenuti;[3]
- avere un bordo perimetrale di colore bianco largo almeno 30 cm;[3]
- essere situato in posizione tale da risultare ben visibile dall'alto, da ogni direzione, al di sopra di 10° sopra l'orizzonte da una quota di 300 m;[3]
- essere in cemento armato con una quantità di ferro adeguata per evitare crepe dovute ad eventuali differenze di livello del piano orizzontale.[4]

## Obbligatorietà
La normativa internazionale prevede che il quadrato segnali debba essere installato solo qualora si ritenga di dover utilizzare alcuni tabelloni segnaletici per comunicare con gli aeromobili in volo. Tali segnali debbono essere disponibili quando  sull'aerodromo non è fornito né il servizio di controllo del traffico aereo da una torre di controllo né il Servizio Informazioni Volo Aeroportuale da un ente informazioni volo aeroportuale (AFIS unit) oppure quando sull'aerodromo sono consentite operazioni da parte di aeromobili sprovvisti di radio.
In ogni caso il quadrato con i relativi segnali posizionati all'interno possono risultare un utile ausilio ad aeromobili in caso di radio avaria.

## Segnali standard
Nel quadrato segnali possono essere posizionati solamente tabelloni segnaletici e segnali standard che sono scelti tra quelli elencati e illustrati nella seguente tabella.
| Segnale | Nome                                | Significato | Caratteristiche |
| ------- | ----------------------------------- | --- | --- |
|         | Quadrato rosso con croce gialla     | Avvisa che sull'aerodromo è vietato l'atterraggio e che tale divieto potrebbe essere di lunga durata.                                                                                 | Questo tabellone segnaletico è costituito da una sottile lastra quadrata di ferro galvanizzato di 3 m di lato e dipinta di colore rosso. Su di esso sono dipinte le due diagonali di colore giallo e di larghezza pari a 50 cm. Il pannello dovrebbe essere dotato di due maniglie per facilitarne il posizionamento sul quadrato segnali. |
|         | Quadrato rosso con diagonale gialla | Questo segnale avvisa che, a causa delle cattive condizioni dell'area di manovra o per altre ragioni, è opportuno adottare particolare cautela nell'avvicinamento e nell'atterraggio. | Questo tabellone segnaletico è costituito da una sottile lastra quadrata di ferro galvanizzato di 3 m di lato e dipinta di colore rosso. Su di esso è dipinta una diagonale gialla di larghezza pari a 50 cm. Il pannello dovrebbe essere dotato di due maniglie per facilitarne il posizionamento. |
|         | Manubrio                            | Indica che i decolli e gli atterraggi debbono avvenire esclusivamente sulle piste e che gli altri movimenti degli aeromobili devono svolgersi sulle piste o sulle vie di rullaggio.   | Deve essere costruito in legno o altro materiale leggero di colore bianco. Consiste in due cerchi del diametro di 1,5 m raccordati da un braccio della lunghezza di 1,5 m e di larghezza pari a 40 cm. |
|         | Manubrio con strisce nere           | Indica che i decolli e gli atterraggi debbono avvenire esclusivamente sulle piste, ma gli altri movimenti degli aeromobili non sono limitati alla piste e alle vie di rullaggio.      | Deve essere costruito in legno o altro materiale leggero di colore bianco. Consiste in due cerchi del diametro di 1,5 m raccordati da un braccio della lunghezza di 1,5 m e di larghezza pari a 40 cm. All'interno dei due cerchi è dipinta una striscia verticale nera. |
|         | Doppia croce bianca                 | Indica che l'aerodromo è utilizzato ed interessato da attività di alianti. | La normativa internazionale ICAO non prescrive standard per questo segnale con l'unica raccomandazione che esso sia di colore bianco. |
|         | Freccia a destra                    | segnala che le virate nel circuito di traffico aeroportuale e subito dopo il decollo, contrariamente agli standard, devono svolgersi verso destra.                                    | La normativa internazionale ICAO non prescrive standard per questo segnale con l'unica raccomandazione che esso sia di colore adatto. |
|         | "T" d'atterraggio                   | Indica la direzione da utilizzarsi per gli atterraggi e i decolli che devono avvenire parallelamente all'asta della "T", con direzione verso il braccio superiore della lettera.      | Consiste in una "T" in legno o altro materiale leggero, le cui due braccia devono essere di colore bianco o arancione e di lunghezza pari a 4 m e larghezza pari a 40 cm. Deve essere montata su basamento di cemento armato sospesa a 1,25 m dal suolo. Il colore del basamento deve essere scelto in modo tale da contrastare con il colore della "T". Il segnale deve poter essere ruotato intorno all'asse verticale in ogni direzione. Quando utilizzata durante le ore di buio, deve essere illuminata da luci di colore bianco. |